# Куляте-Фабиаско
Куля̀те-Фабиа̀ско (на италиански: Cugliate-Fabiasco; на ломбардски: Cüjàa, Кюяа) е община в Северна Италия, провинция Варезе, регион Ломбардия. Административен център на общината е село Куляте (на италиански: Cugliate), което е разположено на 516 m надморска височина. Населението на общината е 3097 души (към 2017 г.).